# Aviram Zelekovits
Aviram Zelekovits (in ebraico אבירם זליקוביץ'‎?; Petah Tiqwa, 5 dicembre 1989) è un ex cestista israeliano.

## Palmarès
- Campionato israeliano: 1

Hapoel Gerusalemme: 2016-17